# Melissa Hogenboom
Melissa Hogenboom es una reportera de radio y de televisión, realizadora y editora de la BBC. Está interesada en escribir y documentar sobre todo historias originales e interesantes con la intención de llegar a una gran audiencia.

## Trayectoria
Ha trabajado durante más de 10 años en la BBC, compañía para la cual ha escrito cientos de artículos. Dos de las entrevistas más importantes que ha realizado fueron a Wally Broecker, un destacado geoquímico, y David Attenborough, un importante divulgador científico.
Actualmente es la editora de la página de documentales BBC Reel, que ella misma publicó en 2018. Tiene un interés especial para escribir historias experimentales, desde explicar la búsqueda de su gemela en un universo paralelo o narrar el descubrimiento de huellas de los últimos neandertales. Pone el foco de atención también en plasmar historias que plasman el cambio de la sociedad, ya sea a mejor o a peor. Su estudio sobre cómo la música afecta a la demencia de su padre intentando entender el cerebro humano, el sistema educativo, tratando de entender si los humanos realmente controlamos nuestras decisiones, es un ejemplo de ello.
A lo largo de su carrera ha ganado varios premios: Webbys, Kavali AAAS Science Awards, Telly Awards, The Lovie Awards, The Drum Awards y the British Association of Science Journalism awards. Además, forma parte del Learning Science Exchange de la Jacob's foundation.
En mayo de 2021 publicó su primer libro, The Motherhood Complex, un libro sobre qué significa ser madre. Hogenboom examina en él los cambios biológicos y psicológicos desde el embarazo, los cambios en el cerebro y cómo afecta la tecnología.

## Percepción de la realidad según Hogenboom
En 2015 Hogenboom escribió un artículo para el diario en línea de la BBC titulado How your eyes trick your mind. En este artículo plasma cómo las ilusiones ópticas demuestran cómo el cerebro humano asume rápidamente cosas sobre el mundo que muchas veces no son verdad.
"Illusions, we have found, can reveal everything from how we process time and space to our experience of consciousness." 

Melissa Hogenboom
En este artículo se explica la trayectoria de las ilusiones ópticas y del conocimiento de la percepción visual. Empieza explicando los inicios de las ilusiones: en el siglo XIX, cuando los primeros científicos estudiaban la percepción, surgió la ilusión Ebbinghaus, que demostró que el cerebro humano hace suposiciones sobre el tamaño de las cosas a partir de otros objetos, suposiciones que pueden engañar.
De esta manera, el zoótropo, una herramienta inventada en 1834, se puede considerar también una ilusión óptica ya que este engaña el cerebro humano haciendo que vea un movimiento donde realmente no lo hay. 
Las ilusiones pioneras como estas fueron clave para el estudio de la percepción, y ya en el siglo XX se descubrió que ciertas neuronas de la función visual del cerebro funcionan solo cuando los objetos están orientados en según qué ángulo. Aun así, esta investigación sobre la percepción no tuvo mucho éxito durante el siglo XX, aunque surgió un movimiento artístico llamado Op-Art, estilo que normalmente genera una ilusión de movimiento. 
Durante el siglo XXI sí que resurgió con fuerza la investigación de la ilusión, centrada sobre todo en cómo los cerebros procesan el tiempo. Se ha descubierto que el cerebro está constantemente intentando predecir qué pasará al siguiente momento. Esto se debe al retraso entre un suceso y la percepción sobre este, consecuentemente, la percepción humana siempre irá atrasada, es por ello que el cerebro intentará hacer predicciones con el objetivo de percibir el presente.

ilusión óptica "rotating snake"

Actualmente las nuevas tecnologías más avanzadas permiten observar cómo reacciona el cerebro humano mientras observa ilusiones ópticas. Se puede observar, por ejemplo, la reacción de las neuronas.  
Esta ilusión óptica de la “rotating snake”, demuestra que los ojos humanos hacen unos movimientos muy pequeños y rápidos que fueron denominados saccades en inglés. Estos movimientos explican por qué se puede observar movimiento en esta imagen, porque la retina recibe mucha información y es entonces cuando genera estas saccades y se percibe un movimiento inexistente.
Aun así los humanos no son capaces de explicar todas las ilusiones, y es por ello que aún se trata de un tema muy estudiado. Lo que Hogenboom quiere transmitir con este artículo es que el sistema visual es demasiado limitado como para afrontar correctamente toda la información que reciben los ojos, y es por ello que no siempre se puede confiar en lo que estos ven.